# Ficedula basilanica
A Ficedula basilanica a madarak osztályának verébalakúak (Passeriformes) rendjéhez és a  légykapófélék (Muscicapidae) családjához tartozó faj.

## Rendszerezése
A fajt Richard Bowdler Sharpe angol zoológus és ornitológus írta le 1877-ben, a Dendrobiastes nembe Dendrobiastes basilanica néven.

## Alfajai
- Ficedula basilanica basilanica (Sharpe, 1877) - Mindanao
- Ficedula basilanica samarensis (Bourns & Worcester, 1894) - Leyte és Samar

## Előfordulása
A Fülöp-szigetek területén honos, ahol Mindanao, Leyte és Samar szigeteken fordul elő. Természetes élőhelyei a szubtrópusi vagy trópusi síkvidéki esőerdők. Állandó, nem vonuló faj.

## Megjelenése
Testhossza 14 centiméter.

## Természetvédelmi helyzete
Az elterjedési területe nagy, egyedszáma 2500-9999 példány közötti és csökken. A Természetvédelmi Világszövetség Vörös listáján sebezhető fajként szerepel.